# Mogoșești
Mogoșești est une commune roumaine située dans le județ de Iași.